# Jan Waskan
Jan Waskan (ur. 1952, zm. 15 grudnia 2020) – polski specjalista z zakresu nauk o polityce dr hab.

## Życiorys
Studiował na Uniwersytecie Warszawskim, w 1990 obronił pracę doktorską Koncepcje społeczno-polityczne Romana Rybarskiego, 22 lutego 2008 habilitował się na podstawie pracy zatytułowanej Problem przynależności państwowej ziem byłego Wielkiego Księstwa Litewskiego w myśli politycznej obozu narodowego 1893-1921. Pracował na Wydziale Nauk Humanistyczno-Społecznych w Olsztynie Wyższej Szkole Pedagogicznej im. Janusza Korczaka w Warszawie.
Został zatrudniony na stanowisku profesora nadzwyczajnego w Wyższej Szkole Informatyki i Ekonomii TWP w Olsztynie, na Wydziale Nauk Społecznych i Technik Komputerowych Prywatnej Wyższej Szkole Nauk Społecznych, Komputerowych i Medycznych, oraz w Instytucie Nauk Politycznych na Wydziale Humanistycznym Uniwersytetu Kazimierza Wielkiego.
Był profesorem uczelni w Katedrze Myśli Politycznej i Ruchów Społecznych na Wydziale Nauk o Polityce i Administracji Uniwersytetu Kazimierza Wielkiego w Bydgoszczy, a także dyrektorem Instytutu Nauk Politycznych Wydziału Humanistycznego Uniwersytetu Kazimierza Wielkiego.
Zmarł 15 grudnia 2020.